# كائنات الحزن الليلية
كائنات الحزن الليلية رواية للروائي المصري محمد الرفاعي. صدرت الرواية لأوّل مرة عام 2011 عن دار ميريت للطبع والنشر والتوزيع في القاهرة. ودخلت في القائمة الطويلة للجائزة العالمية للرواية العربية لعام 2012، المعروفة باسم «جائزة بوكر العربية».

## حول الرواية
يروي الكاتب المصري «محمد الرفاعي» في هذه الرواية حكاية بطله يحيى منذ طفولته التي واكبتها أحداث مأساوية، حيث يختفي «علي» ابن العاشرة من محلة الوسعاية وتشعل «صفية» الجميلة النار في نفسها ويفقد «إبراهيم» رجله. ترحل عن الدنيا والدته بمرض القلب بيد أنّه يُقنع نفسه بأنّها حية ولم تمت، يتزوج والده امرأة أخرى تتعايش في جسدها أمراض كثيرة أيضًأ. يتطوع للقتال حبا بجمال عبد الناصر لكن النكسة أو حرب الأيام الستة تضع الشباب العربي وجها لوجه أمام الواقع بعد أن كانوا يعيشون في الأوهام.